# Nychiodes dalmatina
Nychiodes dalmatina là một loài bướm đêm trong họ Geometridae.